# Zapasy na Igrzyskach Azji Południowo-Wschodniej 2003
Turniej zapasów na igrzyskach Azji Południowo-Wschodniej w Hanoi w Wietnamie. Zawody rozegrano od 7 do 12 grudnia 2003 roku, w Ha Tay Competition Hall.

## Tabela medalowa
Gospodarz zawodów został zaznaczony kolorem.
| Poz. | Państwo   |    |    |    | Łącznie |
| ---- | --------- | -- | -- | -- | ------- |
| 1    | Wietnam   | 18 | 2  | 2  | 22      |
| 2    | Filipiny  | 4  | 8  | 6  | 18      |
| 3    | Tajlandia | 0  | 6  | 5  | 11      |
| 4    | Indonezja | 0  | 4  | 7  | 11      |
| 5    | Kambodża  | 0  | 2  | 1  | 3       |
| 6    | Laos      | 0  | 0  | 1  | 1       |
|      | Łącznie   | 22 | 22 | 22 | 66      |

## Wyniki mężczyzn

### Zapasy w stylu klasycznym
| Waga  | Złoto:           | Srebro:           | Brąz:                |
| 48 kg | Nguyễn Văn Biên  | Violetto Augustin | Rudiansy Ah          |
| 51 kg | Nguyễn Thế Hải   | Danang Nibisono   | Margarito Angana jr. |
| 55 kg | Nguyễn Văn Thang | Ari Susanto       | Wilfredo Mendez      |
| 60 kg | Tumasis Melchor  | Dedky Zulkifli    | Vu Van Thien         |
| 66 kg | Tô Trung Kiên    | Roel Pacional     | Muripin Sg.          |
| 74 kg | Mẫn Bá Xuân      | Michael Baletin   | Narong Chonsin       |
| 84 kg | Cần Văn Thúc     | Macilano Basas    | Chainat Jungun       |
| 96 kg | Marcus Valda     | Nguyễn Văn Dực    | Artit Chairat        |

### Zapasy w stylu wolnym
| Waga  | Złoto:           | Srebro:           | Brąz:                 |
| 48 kg | Trần Văn Quang   | Violetto Augustin | Rudiansy Ah           |
| 51 kg | Trần Văn Sơn     | Khom Ratanakmony  | Sompop Soparatsamee   |
| 55 kg | Cấn Văn Hùng     | Nuth Sereivuth    | Surianto              |
| 60 kg | Đới Đăng Hỷ      | Jimmy Angana      | Muhammad Badrriansyah |
| 66 kg | Ngô Văn Long     | Muripin Sg.       | Luis Ansag            |
| 74 kg | Phạm Thanh Quyết | Surachet Kwannai  | Didi Supriyadi        |
| 84 kg | Vũ Đăng Đồng     | Macilano Basas    | Bambang Erawan        |
| 96 kg | Marcus Valda     | Lê Thành Tiếng    | Matit Chairat         |

## Wyniki kobiet

### Zapasy w stylu wolnym
| Waga  | Złoto:               | Srebro:            | Brąz:               |
| 48 kg | Lê Thị Trang         | Maribel Jambora    | Sotheara Chov       |
| 51 kg | Cristina Villanueva  | Onanong Chari      | Nguyễn Thị Thu      |
| 55 kg | Nghiêm Thị Giang     | Yupares Palasak    | Beunda Lapuente     |
| 59 kg | Nguyễn Thị Lan Anh   | Pattana Promeam    | Cherry Matriz       |
| 63 kg | Nguyễn Thị Hồng Hạnh | Wongdurn Comrahong | Edralin Calitis     |
| 67 kg | Lương Thị Quyên      | Kessinee Thongkok  | Bualaphanh Thilasay |